# ماريا من يوليش-برغ
ماريا من يوليش-برغ (3 أغسطس 1493 - 29 أغسطس 1543)؛ ولدت في يوليش هي الابنة الوحيدة لـ فيلهلم الرابع، دوق يوليش-بيرغ وسيبيل دي براندنبورغ ابنة ألبرشت آخيل، ناخب براندنبورغ.
كانت متزوجة من يوهان الثالث، دوق كليفز وكونت مارك في 1509، وفي 1511 ورث ألقاب والدها بعد وفاته، وبذلك دمج الدوقيات مع دوقية كليفز لتشكل دوقيات يوليش كليفه برغ المتحدة والتي استمرت في الوجود حتى 1666.

## الزواج والأبناء
تزوج في 1509 من يوهان الثالث؛ وانجبت له ثلاثة بنات وابن واحد:-
1. سيبيل (17 يناير 1512 - 21 فبراير 1554)؛ تزوجت من يوهان فريدرش ناخب ساكسونيا؛ لهم ذرية.
2. آن (22 سبتمبر 1515 - 16 يوليو 1557)؛ أصبحت الزوجة الرابعة لـ هنري الثامن ملك إنجلترا؛[2] ليس لهم ذرية.
3. فيلهلم، دوق يوليش-كليفه-برغ (28 يوليو 1516 - 5 يناير 1592)؛ خلف والده.
4. أماليا (17 أكتوبر 1517 - 1 مارس 1586).

ماريا كانت كاثوليكية متدينة، كانت لا تؤيد تعليم الأميرات النبيلات، بحيث تشير إحدى الباحثات على أن هذا النحو واحد من الأسباب بعدم إعجاب هنري الثامن بابنتها آن، ولكن على ما يبدو أن الدوقة ماريا لم تكن تفضل إرسال ابنتها إلى إنجلترا.